# チェロキー郡 (カンザス州)
座標: 北緯37度10分 西経94度51分 / 北緯37.167度 西経94.850度
チェロキー郡 (Cherokee County、標準略語：CK) はアメリカ合衆国カンザス州に位置する郡である。2010年国勢調査での人口は21,603人であり、2000年の22,605人から4.4％減少した。郡庁所在地はコロンバスであり、同郡で人口最大の都市はバクスタースプリングスである。
バクスタースプリングス、コロンバス、ガリーナそしてリバートンは、オザーク高原に位置している。

## 法と政府
1986年にカンザス州憲法が修正されたが、チェロキー郡は2012年までアルコールを禁じる、すなわち「ドライ」の郡のままだった。この年、住民は投票で個人が嗜むアルコール飲料の販売を承認した。食料販売量に対する制限は付かなかった。

## 地理
アメリカ合衆国国勢調査局に拠れば、郡域全面積は1,530.74 km2 (591.02 mi2) である。このうち1,521.79 km2 (587.57 mi2) が陸地で8.94km2 (3.46 mi2) が水域である。総面積の0.58%が水域となっている。

### 隣接する郡
- クロウフォード郡 (北)
- ジャスパー郡 (ミズーリ州) (東)
- ニュートン郡 (ミズーリ州) (南東)
- オタワ郡 (オクラホマ州) (南)
- クレイグ郡 (オクラホマ州) (南西)
- ラベット郡 (西)

参照：カンザス州の郡一覧

### 主要高規格道路
出典:  National Atlas, アメリカ合衆国国勢調査局
- アメリカ国道66号線
- アメリカ国道69号線
- アメリカ国道160号線
- アメリカ国道166号線

- カンザス州道7号線
- カンザス州道26号線
- カンザス州道57号線
- カンザス州道66号線
- カンザス州道96号線
- カンザス州道102号線

## 人口動勢

人口ピラミッド

2000年現在の国勢調査で、この都市は人口22,605人、8,875世帯、及び6,239家族が暮らしている。人口密度は15/km2 (38/mi2) である。7/km2 (17/mi2) の平均的な密度に10,031軒の住宅が建っている。この都市の人種的な構成は白人92.27%、アフリカン・アメリカン0.61%、先住民3.45%、アジア0.23%、太平洋諸島系0.04%、その他の人種0.50%、及び混血2.90%である。ここの人口の1.29%はヒスパニックまたはラテン系である。
この郡内の住民は26.50%が18歳未満の未成年、18歳以上24歳以下が8.40%、25歳以上44歳以下が26.90%、45歳以上64歳以下が23.10%、及び65歳以上が15.20%にわたっている。中央値年齢は37歳である。女性100人ごとに対して男性は94.20人である。18歳以上の女性100人ごとに対して男性は90.70人である。
この郡内の世帯ごとの平均的な収入は30,505米ドルであり、家族ごとの平均的な収入は37,284米ドルである。男性は29,045米ドルに対して女性は19,675米ドルの平均的な収入がある。この郡の一人当たりの収入 (per capita income) は14,710米ドルである。人口の14.30%及び家族の11.40%は貧困線以下である。全人口のうち18歳未満の19.40%及び65歳以上の10.60%は貧困線以下の生活を送っている。

## 都市及び町

### 法人化された都市
- バクスタースプリングス (Baxter Springs)
- コロンバス (Columbus, 郡庁所在地)
- ガリーナ (Galena)
- ローズランド (Roseland)
- スカモン (Scammon)
- ウィアー (Weir)
- ウェスト・ミネラル (West Mineral)
- オスウィーゴ (Oswego)

### 国勢調査指定地域
- ローウェル (Lowell)
- リバートン  (Riverton)

### その他の町
- Carona
- Cravensville
- Crestline
- Empire City
- Faulkner
- Hallowell
- Lawton
- Leawalk
- Lowell
- Melrose
- Military
- Naylor
- Neutral
- Quaker
- Sherwin
- Skidmore
- Stippville
- Turck

### ゴーストタウン
- Treece[12][13]

## 郡区
バートン郡は14の郡区に分かれている。バクスタースプリングス、コロンバス、ガリーナ、スカモン、及び ウィアーは 「政治的に独立」（英: governmentally independent) と見なされ下記郡区の数字からは外されている。下表で「人口中心」は最大都市であり、特に大きな数字であれば、郡区の人口総計を含む最大都市である。

## 教育

### 統一教育学区
参照：w:list of unified school districts in Kansas。
- リバートン USD 404
- コロンバス USD 493
- ガリーナ USD 499
- バクスタースプリングス USD 508